# Pedetes capensis
La lepre saltatrice cafra (Pedetes capensis Forster, 1778) è un mammifero roditore della famiglia dei Pedetidi.

## Descrizione

### Dimensioni
Misura fino a un metro di lunghezza, di cui la metà spetta alla coda, per un peso che può sfiorare i 4 kg: anche se alla nascita i maschi hanno dimensioni medie maggiori, a parità d'età le femmine sono leggermente più grandi e robuste dei maschi.

### Aspetto

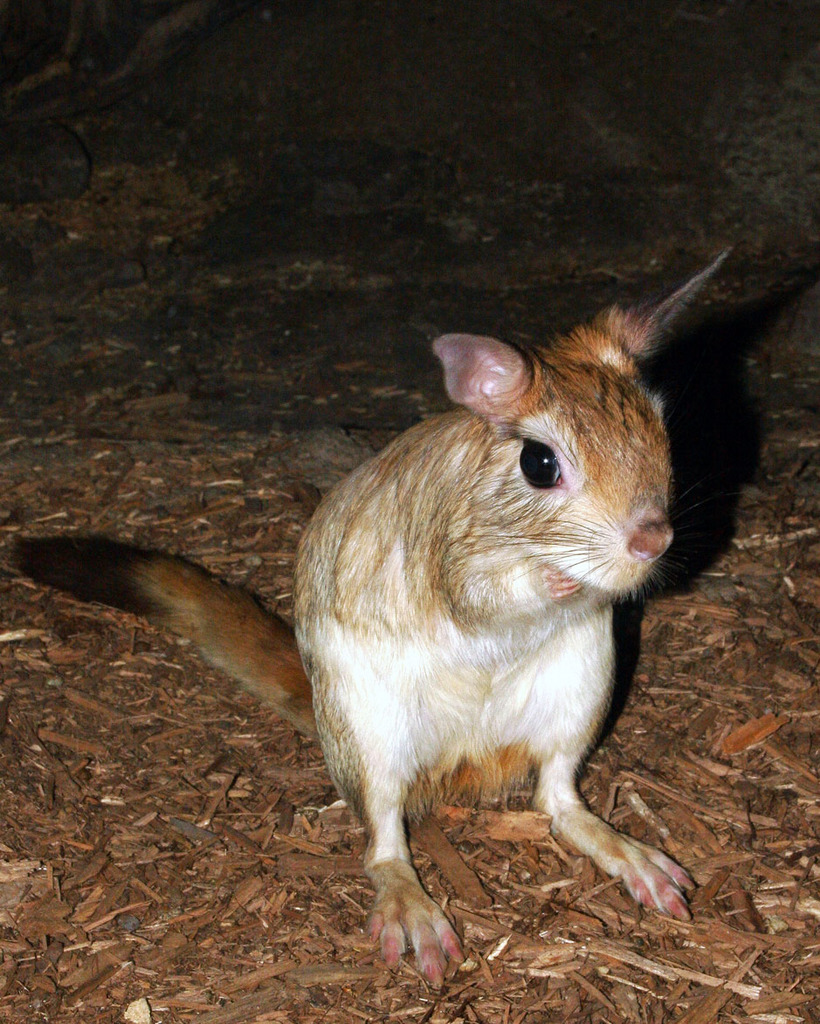
Una lepre saltatrice: notare le lunghe orecchie e zampe posteriori.

L'animale, a prima vista, può somigliare a una sorta di curioso incrocio fra un coniglio, uno scoiattolo ed un canguro: il corpo presenta infatti zampe anteriori corte e dotate ciascuna di cinque dita con unghiette appuntite atte allo scavo, mentre le zampe posteriori sono lunghe e muscolose, atte al salto e dotate di quattro dita munite di unghie appiattite, simili a zoccoli. Il collo è corto e tozzo, sormontato da una testa arrotondata con grossi occhi neri dalle arcate orbitali assai sporgenti: le orecchie, dall'aspetto sgualcito, sono allungate e munite di trago, per evitare che durante le opere di scavo la sabbia le ostruisca, mentre il corto muso presenta labbro superiore non spaccato: a completare il tutto c'è la lunga coda pelosa.
Il pelo è lungo e soffice, senza sottopelo. Dorsalmente esso è di un colore che va dal bruno-rossiccio al beige, coi singoli peli dalla punta nera e dalla radice grigia, mentre sparsi peli sono completamente neri o bianchi: su ventre, gola e parte interna delle zampe, invece, esso è biancastro. La coda è dello stesso colore del dorso, salvo l'ultimo terzo che tende ad inscurirsi sino alla punta, che è del tutto nera. La colorazione della lepre saltatrice cafra varia geograficamente, con tendenza a schiarirsi man mano che si procede verso la parte più meridionale dell'areale della specie.

## Biologia
Si tratta di animali dalle abitudini principalmente crepuscolari e notturne, anche se occasionalmente possono essere osservati durante il giorno: si muovono usualmente solitari, ma non è raro vederli anche in coppie. Durante il giorno riposano appallottolate in tane che esse stesse provvedono a scavare nel suolo sabbioso ben compatto: queste sono formate da tunnel del diametro di una ventina di centimetri, che si estendono sino a un metro di profondità nel suolo. L'animale tende a scavarsi le tane (in numero di 2-3 per ciascun esemplare o coppia) durante la stagione delle piogge, quando il suolo è umido e perciò più morbido: l'entrata della tana è inoltre posta di preferenza ai piedi dell'albero o cespuglio più grosso nell'ambito del territorio dell'animale, che si estende solitamente per un centinaio di metri attorno all'entrata, anche se durante i periodi siccitosi esso viene ampliato fino ad oltre 250 m di raggio. A volte, l'animale può ostruire l'entrata della propria tana con il terreno smosso durante l'attività di scavo. Al calare della sera, la lepre saltatrice cafra esce dalla tana, spesso con un agile balzo volto ad evitare di essere catturata da eventuali predatori appostati all'entrata: ciascun balzo può misurare fino a 2 m (secondo alcune fonti anche fino a quasi 9 m quando l'animale è particolarmente spaventato).

### Alimentazione
Si tratta di animali essenzialmente erbivori, che si nutrono di germogli e rizomi di piante erbacee, oltre che di semi e granaglie. Sporadicamente, pare consumino anche insetti.
La lepre saltatrice del Capo è solita percorrere anche vari chilometri per notte alla ricerca di cibo, a volte recandosi per più notti consecutive allo stesso sito, qualora questo sia particolarmente ricco di cibo: tuttavia, questi animali paiono non essere soliti tracciare sentieri, muovendosi piuttosto a caso. Durante il pasto, l'animale assume la posizione seduta tipica degli scoiattoli, tenendo però la coda distesa al suolo, utilizzandola come supporto per mantenere la posizione.

### Riproduzione
La lepre saltatrice cafra, nutrendosi di radici e cibi che comunque sono reperibili durante tutto l'arco dell'anno, non ha bisogno di una ciclicità dell'evento riproduttivo: pertanto questi animali possono riprodursi durante tutto l'arco dell'anno. La gestazione dura circa due mesi e mezzo, al termine dei quali la femmina partorisce nella propria tana (che non viene foderata con alcun tipo di materiale) un unico cucciolo, raramente due gemelli, anche se la femmina possiede due paia di mammelle: il cucciolo alla nascita ha gli occhi chiusi ed è ricoperto da una rada peluria, tuttavia già a due giorni di vita è in grado di vedere. Lo svezzamento avviene verso le sei settimane di vita, quando il cucciolo pesa circa un chilo e mezzo: la maturità sessuale viene invece raggiunta attorno ai tre anni di vita, quando questi animali raggiungono il peso di due chili e mezzo. Con questi tempi, la femmina è in grado di portare a termine con successo fino a tre gravidanze in un anno, con una distanza media fra un parto e l'altro di 100 giorni circa.

## Distribuzione e habitat
L'areale della specie comprende la Repubblica Democratica del Congo meridionale, l'Angola, lo Zambia occidentale, la Namibia, il Botswana, lo Zimbabwe, il Mozambico a sud del fiume Zambesi e gran parte del Sudafrica. Non è presente nel Lesotho.
L'habitat di questi animali è rappresentato dalle aree di savana aride e semiaride con rada copertura vegetale: evitano con cura le aree rocciose in favore di quelle sabbiose e pianeggianti, anche se le si trova anche in quota (ad esempio nel Natal). È anche piuttosto raro trovarle nelle praterie erbose.

## Conservazione
Negli anni novanta la popolazione delle lepri saltatrici è diminuita del 20% in 10 anni; per questo motivo, pur essendo ancora piuttosto diffuse, nel 1996 erano state classificate come "vulnerabili" dall'IUCN, che tuttavia nel 2004 ha rivisto la classificazione includendo la specie tra quelle a minimo rischio (LC).